# Alexander Cumming
Alexander Cumming (parfois appelé Alexander Cummings ; 1733 - 8 mars 1814) est un horloger et inventeur d'instruments écossais, qui est le premier à breveter une conception de toilette à chasse d'eau en 1775, qui est lancée par John Harington, mais sans résoudre le problème des odeurs nauséabondes. En plus d'améliorer le mécanisme de chasse d'eau, Cummings inclut un siphon en S (ou coude) pour retenir l'eau en permanence dans le tuyau d'évacuation, empêchant ainsi les gaz d'égout de pénétrer dans les bâtiments. La plupart des toilettes à chasse d'eau modernes comprennent toujours un siphon similaire.

## Jeunesse
Cumming est un mathématicien et mécanicien ainsi qu'un horloger. On sait peu de choses sur sa jeunesse. Il est né à Édimbourg en 1733, fils de James Cumming de Duthil. Il est enregistré comme ayant été apprenti chez un horloger d'Édimbourg.

## Carrière
Dans les années 1750, il est employé par Archibald Campbell (3e duc d'Argyll), à Inveraray comme facteur d'orgues et horloger. Après son déménagement en Angleterre, il continue à travailler dans les deux domaines. Le comte de Bute et sa famille commandent une série d'orgues de Barbarie élaborés avec lesquels Cumming est impliqué.

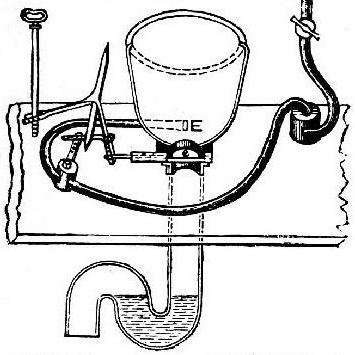
Le brevet de 1775 de Cumming pour un placard à vannes avec un siphon en S a jeté les bases des toilettes à chasse d'eau modernes.

En 1763, il a des locaux à Bond Street, à Londres, et "a acquis une réputation suffisante pour être nommé membre de la commission créée cette année-là pour statuer sur le" chronométreur de John Harrison pour découvrir la longitude en mer "". Il fabrique une horloge barométrique pour le roi George III, qui lui verse une provision annuelle pour son entretien. D'autres horloges barométriques créées par lui se trouvent au Science Museum de Londres et sur l'île de Bute.
Il écrit des livres sur le travail de l'horlogerie, sur l'effet sur les routes des roues de voiture avec des jantes de formes diverses et sur l'influence de la gravité.
En 1765, il invente une horloge pour George III qui sert également de baromètre, enregistrant la pression atmosphérique en fonction du temps. C'est le premier barographe d'enregistrement précis. En 1766, il fabrique un modèle similaire pour son usage personnel, qui à sa mort est acheté par Luke Howard qui l'utilise pour ses observations dans le livre The Climate of London.
En 1770, il est crédité de l'invention du microtome, une machine pour faire des tranches extrêmement fines utilisées dans la préparation de lames, en collaboration avec John Hill.
En 1775, il fait des progrès majeurs dans la conception des toilettes à chasse d'eau. Son placard à vannes amélioré incorpore une vanne coulissante pour garder l'eau dans la casserole et un siphon en S dans le tuyau d'évacuation, empêchant les odeurs nauséabondes de rentrer dans la maison et donnant généralement une solution «plus propre». Il relie également la vanne d'arrivée d'eau au mécanisme de chasse d'eau pour permettre de vider et de remplir la casserole en tirant une seule poignée.
Avec son frère, il participe au développement du quartier de Pentonville à Londres, où il y a une rue Cumming au nord de Pentonville Road. Il a une maison dans le quartier et un magasin d'orgues.
En 1783, il est cofondateur de la Royal Society of Edinburgh et est nommé Fellow.
En 1788, Cumming est enregistré comme horloger sur Bond Street à Londres, responsable de la conception et de la fabrication d'un orgue d'église pour l'église de la Sainte Trinité à Christchurch, Cambridgeshire, après avoir créé un "mécanisme autonome" déjà utilisé pour un orgue pour le comte de Bute en 1787. En 1814, son dernier brevet semble être pour des "soufflets antisymétriques" pour l'utilisation d'organes.
Il meurt le 8 mars 1814 à Pentonville, en Angleterre. Il est inhumé dans le cimetière de la chapelle St James de Pentonville (démoli depuis), dans l'actuel parc Joseph Grimaldi, où est également enterré le célèbre clown. Le parc jouxte la rue Cumming.
À la suite de sa fabrication d'instruments pour Constantine John Phipps, lors de son voyage dans les régions polaires, celui-ci donne son nom à l'île de Cummingøya à Svalbard.